# Трифоново (Пишминський міський округ)
Три́фоново (рос. Трифоново) — село у складі Пишминського міського округу Свердловської області.
Населення — 686 осіб (2010, 827 у 2002).
Національний склад станом на 2002 рік: росіяни — 96 %.